# Teleki–Mikes-palota
A Teleki–Mikes-palota a kolozsvári Unió utca (4. szám)  egyik műemlék épülete. A romániai műemlékek  jegyzékében a CJ-II-m-B-07399 sorszámon szerepel.

## Története
A klasszicista stílusú épületet a 19. század elején emeltették Teleki János és Mikes Erzsébet, akiknek címere az épület háromszögű oromzatán található. Fiuk, Teleki Sándor nevelőjeként itt lakott Táncsics Mihály. A ház vendége volt Jókai Mór, aki itt vette át az Erdély aranykora című könyvéért kapott aranytollat. 1879. március 10. és 15. között Teleki Sándor vendégeként itt szállt meg a második kolozsvári látogatásán tartózkodó Liszt Ferenc. A ház erkélyéről hallgatta végig a polgárság százhúsz tagú énekkarral tiszteletére előadott szerenádját. Az első világháború előtt itt volt a székhelye az országos összetételű igazgatósággal és felügyelőbizottsággal megválasztott Polgári Takarékpénztár Részvénytársaságnak.